# Église Saint-Julien de Donzy-le-Pertuis
L'église Saint-Julien est une église romane située sur le territoire de la commune de Donzy-le-Pertuis dans le département français de Saône-et-Loire en région Bourgogne-Franche-Comté. Elle relève de la paroisse Saint-Augustin en Nord-Clunisois, qui a son siège à Ameugny.

## Historique
L'église remonte à la première moitié du XIe siècle.
1513 : dans le dénombrement (pouillé) des biens de l'abbaye de Cluny, l'église de Donzy – Ecclesia Donziaci Foraminis – est déclarée être unie à celle de Blanot et rattachée à son prieuré
Le clocher, l'abside et le transept font l'objet d'un classement au titre des monuments historiques depuis le 15 mai 1974, les autres parties de l'église faisant l'objet d'une inscription depuis le 27 janvier 1928.
En 2020, avec 126 autres lieux répartis sur le territoire du Pôle d'équilibre territorial et rural (PETR) Mâconnais Sud Bourgogne, l'église a intégré les « Chemins du roman en Mâconnais Sud Bourgogne » et bénéficié de la pose d'une signalétique spécifique.
L'église se dressait autrefois au milieu du cimetière, qui fut toutefois transféré à l'extérieur du village en 1870. Le terrain aplani déchaussa alors le chevet de l'église, dont il fallut maçonner l'assise.

## Architecture
L'église possède un chevet roman constitué d'une abside semi-circulaire ornée de lésènes et d'une frise d'arceaux partielle, et recouverte de laves.
La croisée du transept est surmontée d'un clocher carré de deux étages, percé, comme l'abside, de nombreux trous de boulin.
Le premier étage est paré d'arcatures aveugles sur toutes ses faces, mais avec des différences d'une face à l'autre, comme à Chapaize.
Le second étage, refait partiellement à une époque indéterminée, présente de hautes faces lisses cantonnées de pilastres interrompus avant la corniche et percées de baies cintrées dans leur partie haute, destinées à la diffusion du son des cloches.
Le clocher se termine par une flèche couverte en tuiles vernissées. Il abrite une cloche d'environ 390 kg, fondue en 1856.
La nef a été, à l'époque moderne, élargie du côté sud et fortement allongée du côté ouest : elle était primitivement minuscule.
Le transept est également de création récente, lié à l'expansion démographique du XIXe siècle. 
Au Moyen Âge, le sanctuaire de Donzy-le-Pertuis n'était donc qu'une chapelle exiguë, dont toutes les parties, sauf l'abside, ont dû être, ensuite, agrandies à l'époque moderne.